# Мармора и Лејк (Онтарио)
Мармора и Лејк (енгл. Marmora and Lake) је општина у Канади у покрајини Онтарио. Према резултатима пописа 2011. у општини је живело 4.074 становника.

## Становништво
Према резултатима пописа становништва из 2011. у граду је живело 4.074 становника, што је за 4,1% више у односу на попис из 2006. када је регистровано 3.912 житеља.
| 2006. | 2011. |
| ----- | ----- |
| 3.912 | 4.074 |